# 鳥取県幼稚園一覧
鳥取県幼稚園一覧（とっとりけんようちえんいちらん）は、鳥取県の幼稚園の一覧。

## 国立幼稚園
- 鳥取大学附属幼稚園

## 公立幼稚園

### 鳥取市
- 鳥取市立福部未来学園幼稚園
- 河原あゆっこ園
- こじか幼稚園

## 私立幼稚園

### 鳥取市
- 愛真幼稚園
- 小さき花園幼稚園
- 鳥取ルーテル幼稚園

### 米子市
- 良善幼稚園
- 米子幼稚園
- 米子みどり幼稚園
- 東みずほ幼稚園
- かもめ幼稚園
- にしき幼稚園
- 西部あおば幼稚園

### 境港市
- 聖心幼稚園